# Colomastix halichondriae
Colomastix halichondriae is een vlokreeftensoort uit de familie van de Colomastigidae. De wetenschappelijke naam van de soort is voor het eerst geldig gepubliceerd in 1973 door Bousfield.